# Іллічівська сільська рада (Ленінський район)
Іллічі́вська сільська́ ра́да — адміністративно-територіальна одиниця та орган місцевого самоврядування в Ленінському районі Автономної Республіки Крим. Адміністративний центр — село Іллічеве.

## Загальні відомості
- Населення ради: 1 878 осіб (станом на 2001 рік)

## Населені пункти
Сільській раді були підпорядковані населені пункти:
- с. Іллічеве

## Склад ради
Рада складалася з 15 депутатів та голови.
- Голова ради: Петрищева Людмила Вікторівна

### Керівний склад попередніх скликань
| Прізвище, ім'я, по батькові  | Основні відомості                                                         | Дата обрання | Дата звільнення |
| ---------------------------- | ------------------------------------------------------------------------- | ------------ | --------------- |
| Петріщева Людмила Вікторівна | Сільський голова, 1965 року народження, член Партії регіонів              | 26.03.2006   | 31.10.2010      |
| Петрищева Людмила Вікторівна | Сільський голова, 1965 року народження, освіта вища, член Партії регіонів | 31.10.2010   |                 |

Примітка: таблиця складена за даними сайту Верховної Ради України

### Депутати
За результатами місцевих виборів 2010 року депутатами ради стали:

#### За суб'єктами висування
| Суб'єкт висування | Кількість обраних депутатів | %    |
| ----------------- | --------------------------- | ---- |
| Партія регіонів   | 15                          | 93,8 |
| Самовисування     | 1                           | 6,3  |

#### За округами
| № округу        | Прізвище, ім'я, по батькові     | Дата визнання обраним | Освіта             | Партійна приналежність | Відомості про обраного депутата          |
| --------------- | ------------------------------- | --------------------- | ------------------ | ---------------------- | ---------------------------------------- |
| Партія регіонів |                                 |                       |                    |                        |                                          |
| 1               | Кісетова Тетяна Володимирівна   | 04.11.2010            | середня спеціальна | член Партії регіонів   | ТОВ «Лідер», агроном-семеновод           |
| 2               | Трохіна Світлана Василівна      | 04.11.2010            | середня спеціальна | член Партії регіонів   | ТОВ «Лідер», зав. складом                |
| 3               | Таждінов Ленор                  | 04.11.2010            | вища               | член Партії регіонів   | приватний підприємець                    |
| 4               | Бєлоколодов Олег Васильович     | 04.11.2010            | вища               | член Партії регіонів   | приватний підприємець                    |
| 5               | Хлюстов Віктор Михайлович       | 04.11.2010            | середня спеціальна | член Партії регіонів   | ТОВ «Лідер», генеральний директор        |
| 6               | Бочарова Анжеліка В'ячеславівна | 04.11.2010            | середня спеціальна | член Партії регіонів   | Іллічівська сільська рада, секретар      |
| 7               | Івахненко Світлана Євгенівна    | 04.11.2010            | середня спеціальна | член Партії регіонів   | Іллічівська сільська рада, інспектор ВУС |
| 9               | Катеринич Ірина Семенівна       | 04.11.2010            | вища               | член Партії регіонів   | Іллічівська сільська рада, бухгалтер     |
| 10              | Курсеітов Ісмет Емінович        | 04.11.2010            | середня спеціальна | член Партії регіонів   | Ленінський РЕС, майстер                  |
| 11              | Вабищевич Анатолій Васильович   | 04.11.2010            | вища               | член Партії регіонів   | ТОВ «Лідер», заступник директора         |
| 12              | Родіна Валентина Петрівна       | 04.11.2010            | середня спеціальна | член Партії регіонів   | пенсіонер                                |
| 13              | Серьогіна Надія Миколаївна      | 04.11.2010            | середня спеціальна | член Партії регіонів   | Іллічівський Дом культури, бібліотекар   |
| 14              | Казакова Валентина Степанівна   | 04.11.2010            | вища               | член Партії регіонів   | пенсіонер                                |
| 15              | Аджимамбетова Лінура Езельєвна  | 04.11.2010            | вища               | член Партії регіонів   | Кіровська загальноосвітня школа, вчитель |
| 16              | Шебета Галина Степанівна        | 04.11.2010            | середня спеціальна | член Партії регіонів   | пенсіонер                                |
| Самовисування   |                                 |                       |                    |                        |                                          |
| 8               | Хайбулаєва Гульчіре Сабірівна   | 04.11.2010            | вища               | позапартійна           | тимчасово не працює                      |